# Miraflores del Palo
Miraflores del Palo és un barri del Districte Est de la ciutat de Màlaga. Limita al nord amb el barri de Miraflores Alto,a l'est amb els barris de Miraflores i La Pelusa; al sud, amb els barris d'El Palo, Las Cuevas i El Drago; i a l'oest, amb la urbanització de Villa Cristina i la de San Isidro.